# Wadim Tikunow
Wadim Stiepanowicz Tikunow (ros. Вади́м Степа́нович Тикуно́в, ur. 9 kwietnia 1921 w Symbirsku, zm. 16 lipca 1980 w Jaunde) – radziecki polityk, działacz partyjny, generał służby wewnętrznej II rangi, zastępca przewodniczącego KGB ZSRR (1959-1961), dyplomata.

## Życiorys
W latach 1939-1942 studiował w Instytucie Prawnym w Ałma-Acie, od 1942 był członkiem WKP(b), od sierpnia 1942 do marca 1944 był sekretarzem Komitetu Obwodowego Komsomołu w Aktiubińsku, od marca 1944 do września 1945 instruktorem i kierownikiem grupy Wydziału Propagandy i Agitacji KC Komsomołu. Od września 1945 do marca 1947 II sekretarz KC Komsomołu Estonii, od marca 1947 do lutego 1951 I sekretarz Komitetu Obwodowego Komsomołu we Włodzimierzu, od lutego 1951 do stycznia 1952 II sekretarz Komitetu Miejskiego WKP(b) we Włodzimierzu, od stycznia do czerwca 1952 sekretarz Włodzimierskiego Komitetu Obwodowego WKP(b). Od czerwca 1952 pracował w KC WKP(b), od czerwca 1954 do listopada 1958 kierownik Sektora Organów Bezpieczeństwa Państwowego Wydziału Administracyjnego KC KPZR, od listopada 1958 do sierpnia 1959 zastępca kierownika Wydziału Administracyjnego KC KPZR, od 28 sierpnia 1959 do 21 lipca 1961 zastępca przewodniczącego KGB ZSRR. Od 25 lipca 1961 do 17 września 1966 minister spraw wewnętrznych/ochrony porządku publicznego RFSRR, 7 stycznia 1963 otrzymał stopień generała służby wewnętrznej II rangi, od 31 października 1961 do 30 marca 1971 członek KC KPZR, od 1967 do października 1969 zastępca przewodniczącego Komisji ds. Wyjazdów za Granicę przy KC KPZR. Od października 1969 do 1974 poseł-radca Ambasady ZSRR w Rumunii, od 29 marca 1974 do 28 sierpnia 1978 ambasador nadzwyczajny i pełnomocny ZSRR w Górnej Wolcie (obecnie Burkina Faso), od 28 sierpnia 1978 ambasador nadzwyczajny i pełnomocny ZSRR w Kamerunie, gdzie zmarł.